# Lycodonus
Lycodonus es un género de peces de la familia Zoarcidae en el orden de los Perciformes.

## Especies
- - Lycodonus flagellicauda  Jensen, 1902
  - Lycodonus malvinensis  Gosztonyi, 1981
  - Lycodonus mirabilis  Goode & Bean, 1883
  - Lycodonus vermiformis   Barnard, 1927